# Enrique Bernoldi

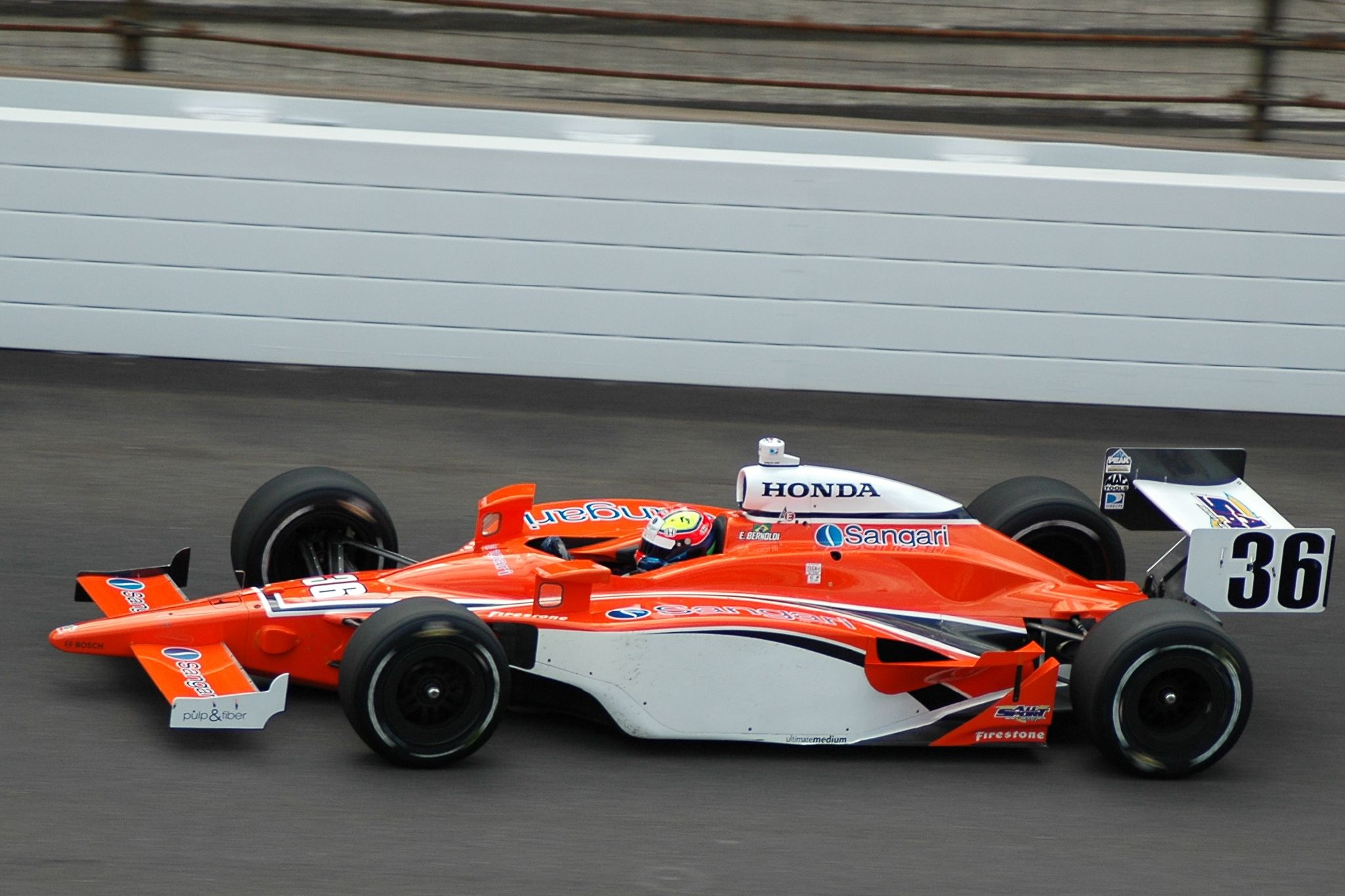
Bernoldi podczas treningu przed Indianapolis 500 w 2008 roku

Enrique Antônio Langue e Silvério de Bernoldi (ur. 19 października 1978 roku w Kurytybie) – brazylijski kierowca wyścigowy.

## Życiorys

### Początki kariery
Rozpoczął karierę od kartingu. Zanim w wieku 17 lat przeniósł się do Europy, wygrał sporo różnych wyścigów w tej klasie. W 1995 roku znalazł się w Formule Alfa Boxer we Włoszech, sezon kończąc na 4 miejscu. 
W następnym roku przeniósł się do Formuły Renault 2000, którą wygrał w świetnym stylu. W latach 1997–1998 startował w brytyjskiej Formule 3 z sukcesami (w 1997 był piąty, rok później drugi). 
Po dwóch latach startów w Wielkiej Brytanii przeniósł się do F3000, gdzie bez sukcesów jeździł przez dwa sezony. W latach, w których startował w F3000 był oficjalnym kierowcą testowym Saubera.

### Formuła 1
Słabe występy w F3000 odebrały mu jednak możliwość startów jako kierowca w zespole. Jednak w tym momencie swoją pomoc zaoferowała firma Red Bull i to dzięki jej funduszom Bernoldi zadebiutował w Formule 1. W 2001 roku Enrique zadebiutował w zespole Arrows, jednakże słaby bolid nie pozwalał mu na rozwinięcie skrzydeł. Podczas GP Monako Brazylijczyk przez 35 okrążeń skutecznie bronił się przed o wiele szybszym od niego Davidem Coulthardem w McLarenie. Sezon skończył bez jakiejkolwiek zdobyczy punktowej, lecz trzykrotnie udało mu się znaleźć w pierwszej 10 wyścigu, z najlepszym miejscem dotychczas w karierze (8 miejsce w GP Niemiec). 
Rok 2002 także spędza w Arrowsie, lecz zespół zbankrutował, a kierowca przeniósł się do World Series by Nissan. Podczas dwóch sezonów startów uzyskał dobre rezultaty (w 2003 – był szósty, rok później już trzeci). Dzięki wsparciu firmy BAT dostał propozycję testów dla zespołu BAR-Honda. W latach 2004–2006 Enrique Bernoldi jest drugim oficjalnym kierowcą testowym zespołu. W sezonie 2007 ścigał się natomiast w Stock Car Brasil, brazylijskich wyścigach samochodów podobnych do NASCAR.

### IndyCar Series
W styczniu 2008 roku podpisał kontrakt z zespołem Rocketsports Racing na starty w serii Champ Car. W lutym jednak okazało się, że seria Champ Car połączyła się z serią Indy Racing League, a zespół Rocketsports postanowił nie startować w nowej serii. Wobec tego Bernoldi wraz ze swoim sponsorem przeszli do zespołu Conquest Racing i wystartowali w połączonej serii do sezonu 2008.

## Wyniki

### Formuła 1
| Sezon | Zespół | Konstruktor     | Zgł. | PKT | P.   | P1 | P2 | P3 | Punkt. | PP | NO | NS | DK | NZ |
| --- | --- | --------------- | ---- | --- | ---- | -- | -- | -- | ------ | -- | -- | -- | -- | -- |
| 2002 | Orange Arrows | Arrows-Cosworth | 12   | -   | 22   | -  | -  | -  | -      | -  | -  | 8  | 1  | 1  |
| 2001 | Orange Arrows Asiatech | Arrows-Asiatech | 17   | -   | 21   | -  | -  | -  | -      | -  | -  | 10 | -  | -  |
| Razem | 2 | 2               | 29   | -   | 1x21 | -  | -  | -  | -      | -  | -  | 18 | 1  | 1  |
| Sezon | Zespół | Konstruktor     | Zgł. | PKT | P.   | P1 | P2 | P3 | Punkt. | PP | NO | NS | DK | NZ |
| \| Legenda \| Legenda \| \| ------------------------------------------ \| ------------------------------------------------------------------------------------------------------------------------------------------------------------------------------------------------------------------------------------------------------------------------------------------------------------------------------------------------------------------------------------------------------------------------------ \| \| Zgł. PKT P. P1 P2 P3 Punkt. PP NO NS DK NZ \| Liczba zgłoszeń do wyścigów Liczba zdobytych punktów Pozycja zajęta w klasyfikacji generalnej Liczba zwycięstw Liczba drugich miejsc Liczba trzecich miejsc Wyścigi, w których kierowca punktował Liczba zdobytych pole position Liczba zdobytych najszybszych okrążeń Wyścigi, w których kierowca był niesklasyfikowany Wyścigi, w których kierowca był zdyskwalifikowany Wyścigi, do których kierowca się nie zakwalifikował \| | |                 |      |     |      |    |    |    |        |    |    |    |    |    |
| Legenda | |                 |      |     |      |    |    |    |        |    |    |    |    |    |
| Zgł. PKT P. P1 P2 P3 Punkt. PP NO NS DK NZ | Liczba zgłoszeń do wyścigów Liczba zdobytych punktów Pozycja zajęta w klasyfikacji generalnej Liczba zwycięstw Liczba drugich miejsc Liczba trzecich miejsc Wyścigi, w których kierowca punktował Liczba zdobytych pole position Liczba zdobytych najszybszych okrążeń Wyścigi, w których kierowca był niesklasyfikowany Wyścigi, w których kierowca był zdyskwalifikowany Wyścigi, do których kierowca się nie zakwalifikował |                 |      |     |      |    |    |    |        |    |    |    |    |    |

### Indianapolis 500
| Rok  | Nadwozie | Silnik | Start | Wynik | Uwagi |
| ---- | -------- | ------ | ----- | ----- | ----- |
| 2008 | Dallara  | Honda  | 29    | 15    |       |